# Circuit de Reims-Gueux

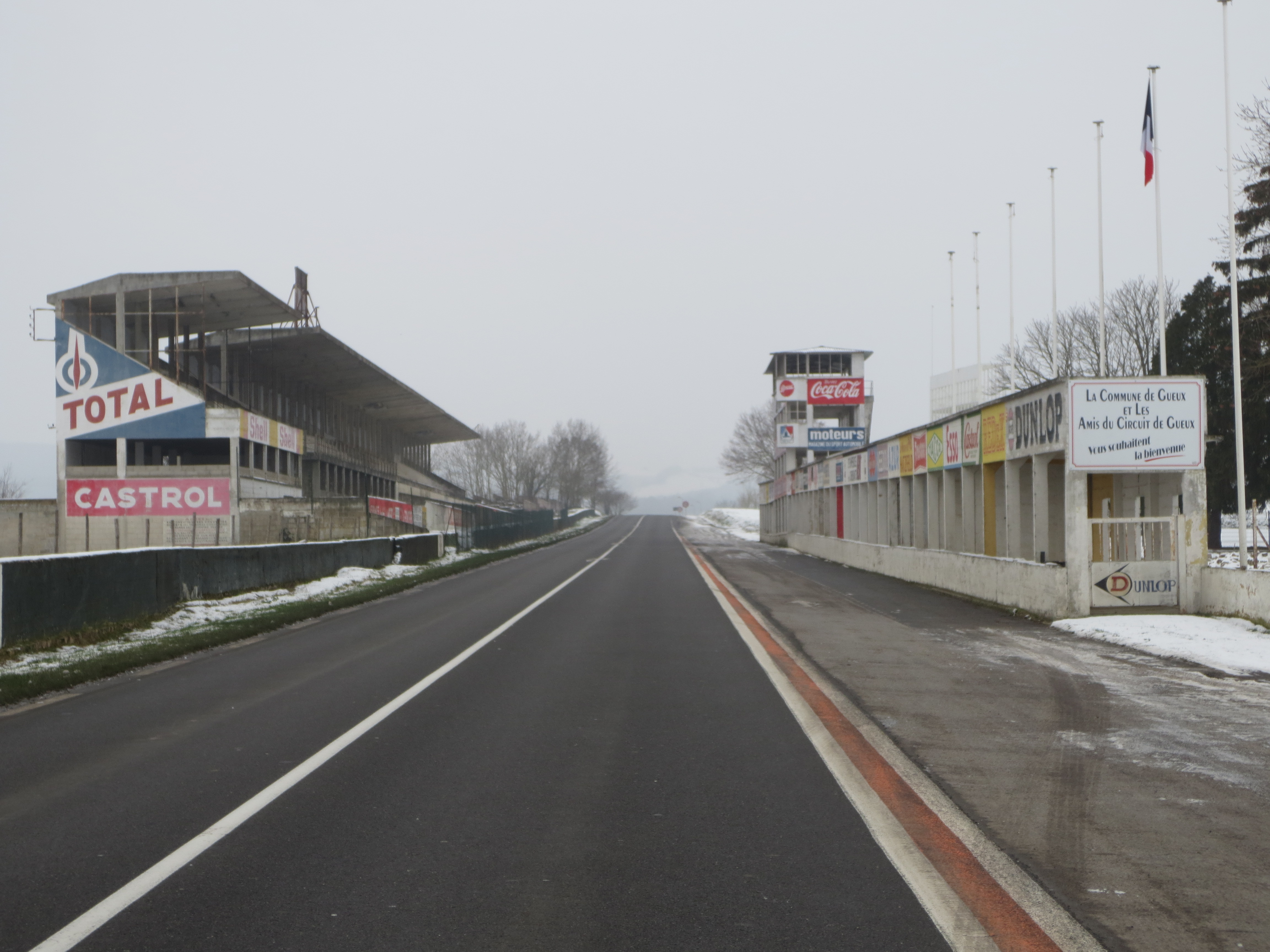
het rechte stuk bij start / finishlijn. Links de hoofdtribune, rechts de perstribune.

Reims-Gueux was een circuit ten noordwesten van Reims, Frankrijk. Tussen 1926 en 1966 werden er 14 grand prixs op het circuit verreden.
Het circuit sloot in 1972 vanwege financiële omstandigheden. In 2002 werd het grootste gedeelte van het circuit definitief gesloopt. Les Amis du Circuit de Gueux, een Franse vrijwilligersorganisatie probeert zoveel mogelijk van het circuit te behouden. Het pitcomplex en de tribunes daar tegenover zijn behouden gebleven.

## Geschiedenis
In 1926 werd op het circuit voor het eerst de Grand Prix de la Marne verreden; een race in de Grand Prix serie de voorloper van de Formule 1. Voor deze tijd werd de race nog op een twintig kilometer lange omloop verreden. Het evenement zou tot 1937 jaarlijks verreden worden en leverde winnaars als Louis Chiron en Philippe Étancelin op. De coureurs van onder meer Bugatti en Alfa Romeo bleven trouw komen, al bloedde de Grand Prix de la Marne na 1937 dood. In 1952 werd nog eenmalig een nieuwe race onder diezelfde naam georganiseerd, met onder onder andere Alberto Ascari en Stirling Moss op de deelnemerslijst, maar daar zou het bij blijven.
Ook  werd  negen maal  de '12 heures de Reims' verreden, waar ook  Graham Hill en Stirling Moss aan hebben deelgenomen.

### Formule 1
Van 1950 tot 1966 werden er elf Formule 1 Grands Prix georganiseerd. De eerste editie die meetelde voor het wereldkampioenschap (in 1950) werd gewonnen door Juan Manuel Fangio. De Argentijn heeft, met drie overwinningen, ook de meeste grand prix overwinningen op dit circuit behaald, gevolgd door Mike Hawthorn en Jack Brabham die hier allebei tweemaal wisten te winnen. De laatste editie in 1966 werd gewonnen door Jack Brabham. Vanaf 1967 vond de Franse Grand Prix op andere circuits plaats.

## Afbeeldingen

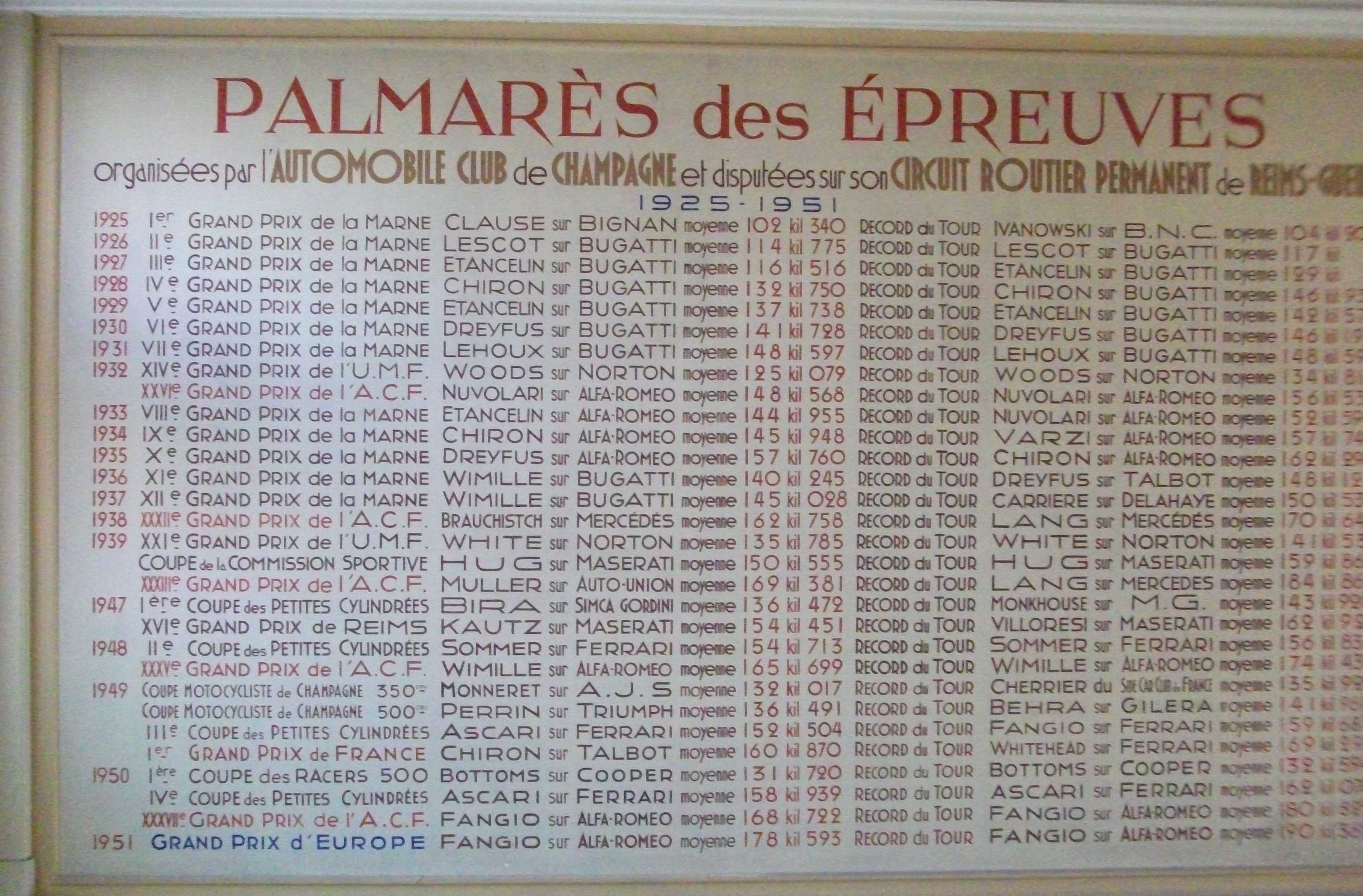
Palmarès 1925-1951
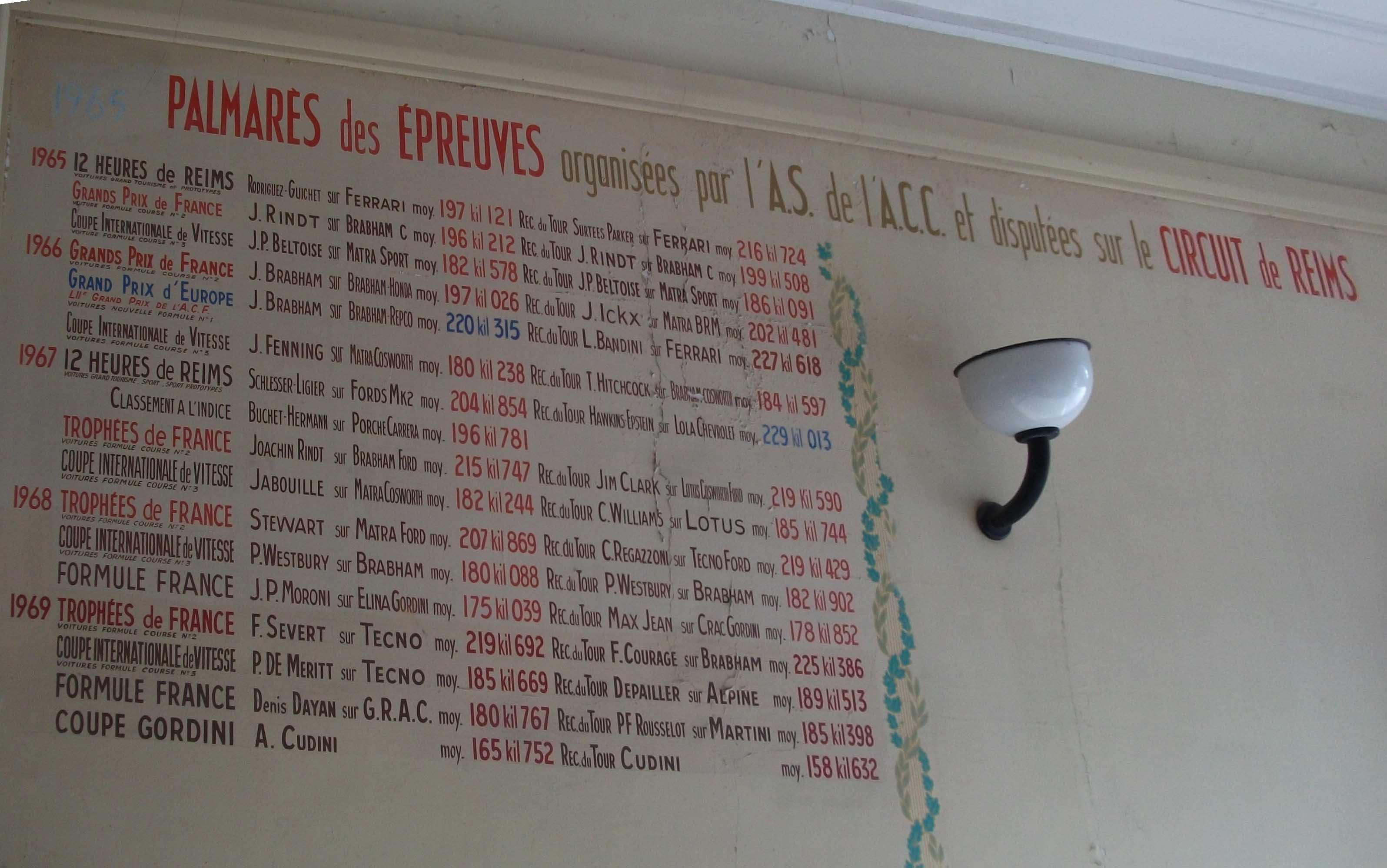
Palmarès 1965-1969
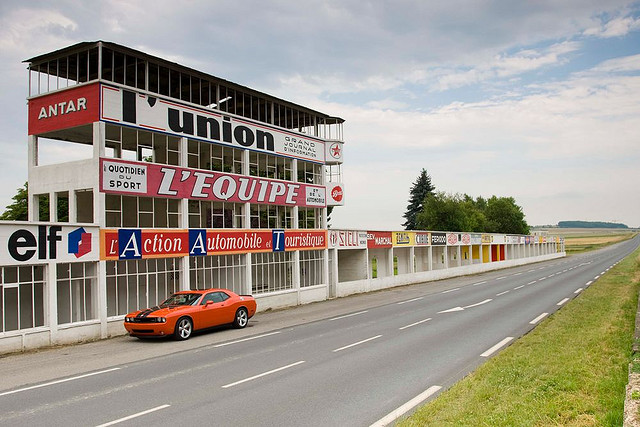
Deel van de oude pitstraat, 2008
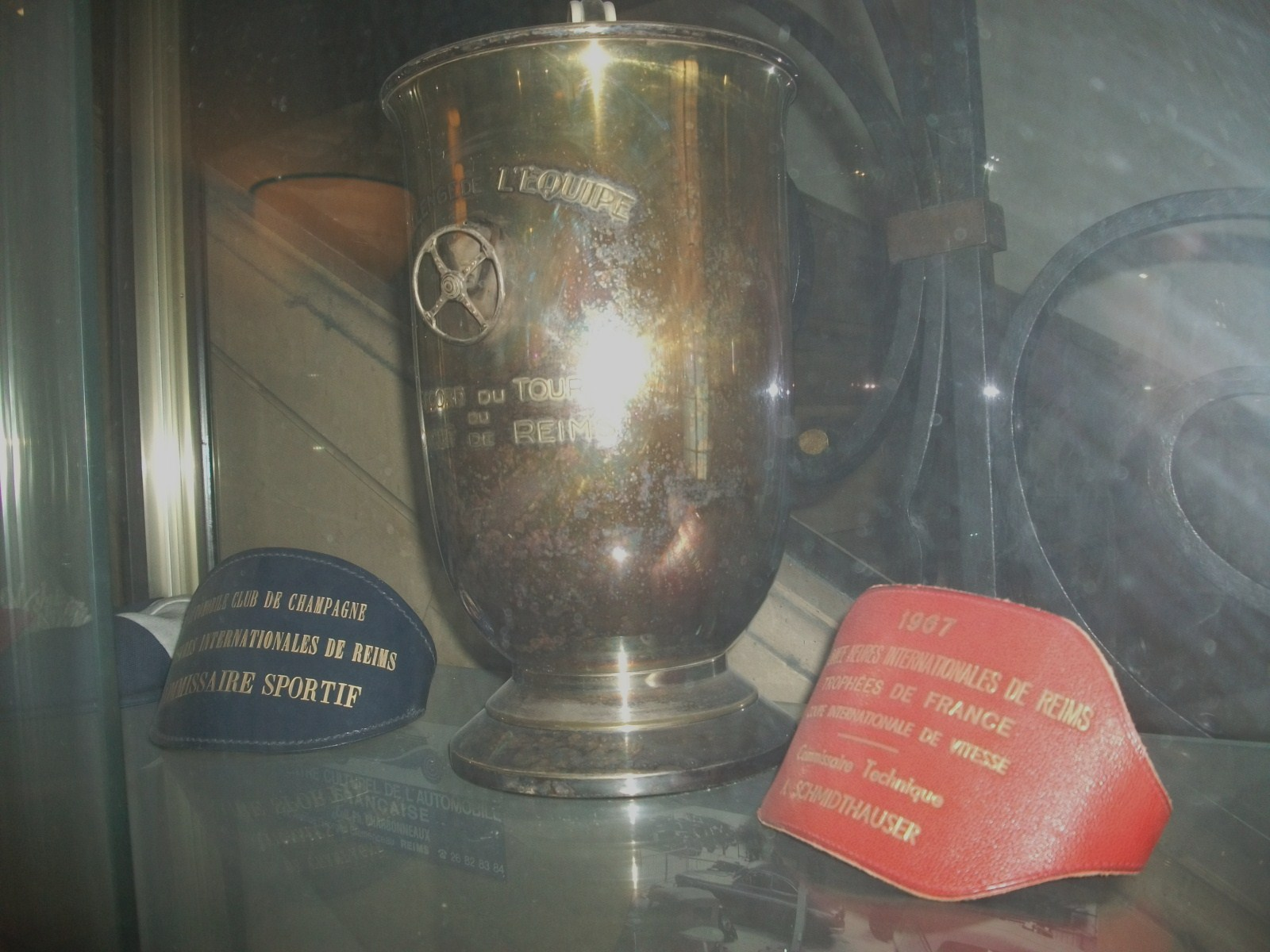
Coupe du challenge L'Équipe
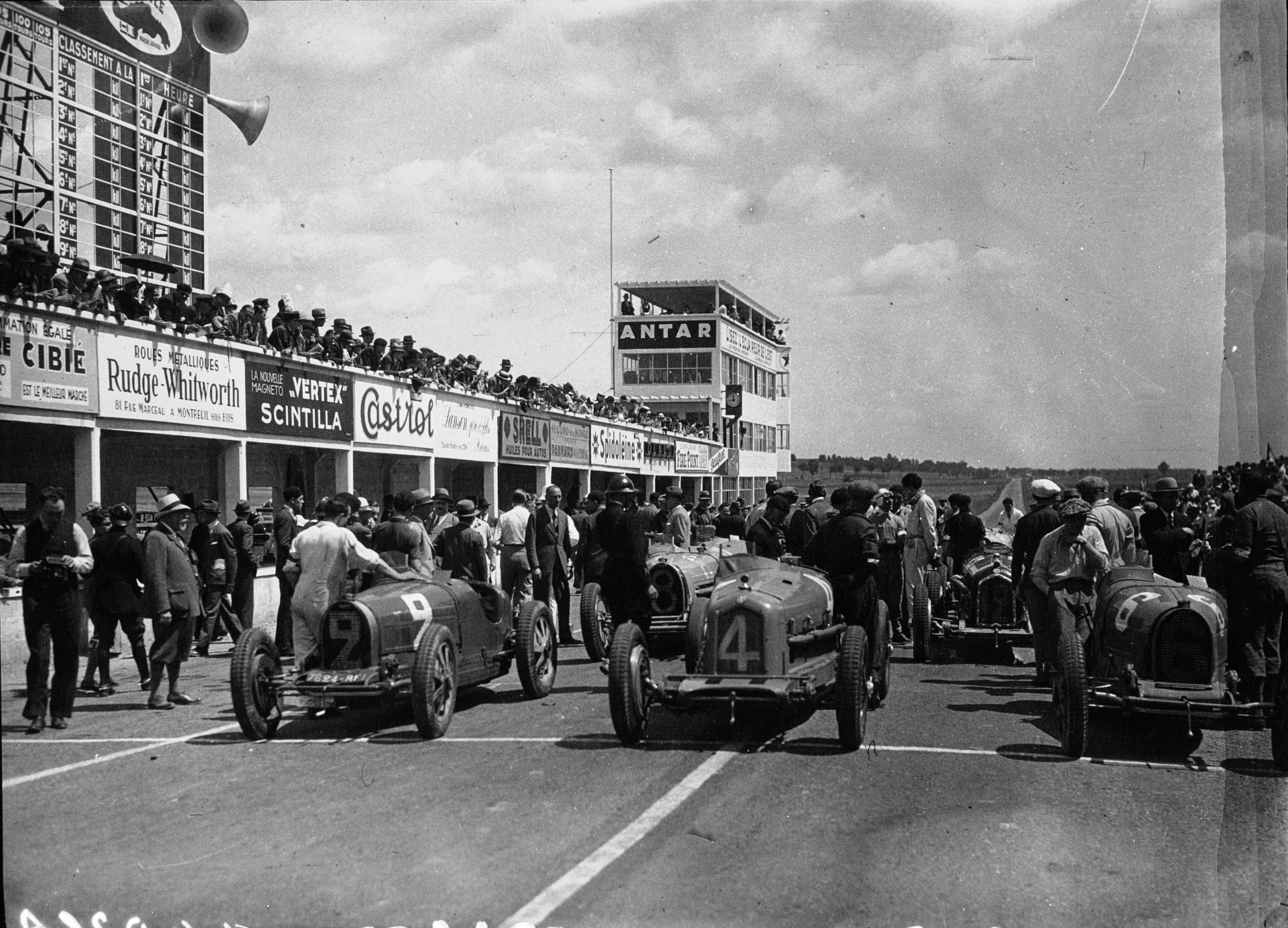
Startgrid van de grote prijs van Frankrijk, 1932